# TOKYO ニュースREMIX
TOKYO ニュースREMIX（とうきょうニュースリミックス）は、NHK総合テレビジョンの深夜枠EYESで2009年10月7日（6日深夜）から同年12月2日（1日深夜）に放送されていた情報番組である。

## 概要
キャスターのジョン・カビラと俳優の川平慈英の「川平兄弟」が初めてテレビ番組で共演する（パソコンのCMでの共演はあった）。日本で今ちょっと気になる話題を毎回取り上げ、それを世界的な視点ではどのように見られているかについて、ゲストとのトークやインタビュー・取材を元に検証する。

## 内容・ゲスト
| 各回  | 放送日   | 内容           | ゲスト                                 | ゲスト                                                               |
| 各回  | 放送日   | 内容           | スタジオゲスト                         | STAR REMIXのゲスト                                                   |
| ----- | -------- | -------------- | -------------------------------------- | -------------------------------------------------------------------- |
| 第1回 | 10月7日  | ブログ社会     | 矢口真里、荻上チキ                     | キャメロン・ディアス、ソフィア・ヴァジリーヴァ、シャーリーズ・セロン |
| 第2回 | 10月14日 | 婚活           | 黒沢かずこ（森三中）、白河桃子         | マリアム・ハッソーニ                                                 |
| 第3回 | 10月21日 | 安近短レジャー | 杏、薗田碩哉                           | ヴィン・ディーゼル                                                   |
| 第4回 | 10月28日 | 転職           | エド・はるみ、金子勝                   | ブルーマン                                                           |
| 第5回 | 11月4日  | サイバー詐欺   | カンニング竹山、森井昌克、あいざわ元気 | ウォンビン、ポン・ジュノ                                             |
| 第6回 | 11月18日 | セックスレス   | YOU、北村邦夫                          | シガニー・ウィーバー                                                 |
| 第7回 | 11月25日 | 整形           | はるな愛、春日武彦                     | レディー・ガガ                                                       |
| 第8回 | 12月2日  | 自分磨き       | 劇団ひとり、田丸麻紀、根岸菜穂子       | クエンティン・タランティーノ、アナ・ムグラリス                       |